# Övre Nordströmstjärnen
Övre Nordströmstjärnen är en sjö i Ljusdals kommun i Hälsingland och ingår i Ljusnans huvudavrinningsområde.